# Xerophaeus anthropoides
Xerophaeus anthropoides är en spindelart som beskrevs av Hewitt 1916. Xerophaeus anthropoides ingår i släktet Xerophaeus och familjen plattbuksspindlar. Inga underarter finns listade i Catalogue of Life.